# Supercar (serie de televisión)
Supercar fue una serie británica de TV infantil, protagonizada por marionetas y producida por Gerry Anderson. 
Fueron producidos 39 episodios en total entre 1961 y 1962 en blanco y negro, y fue la primera serie de media hora a cargo de Anderson. Supercar utilizaba una técnica llamada Supermarionation, para animar las marionetas.

## Historia
El argumento de la serie consistía en un supercar (superauto) inventado por Rudolf Popkiss y Horatio Beaker y conducido por Mike Mercury. Este vehículo especial podía ir por el pavimento sobre un colchón de aire, en lugar de usar ruedas para desplazarse. También poseía turbinas que le permitían volar como un jet y alas retráctiles estaban incorporadas en la parte trasera del vehículo. Había retrocohetes a los costados del auto para disminuir la velocidad. El automóvil utilizaba un sistema especial con un monitor de televisión en el interior que le permitía al ocupante ver incluso en la niebla y entre el humo. El vehículo era guardado en un laboratorio y residencia ubicada en Black Rock, Nevada, Estados Unidos.
En el primer episodio de la serie, llamado Rescue ("Rescate"), la misión de la tripulación del Supercar es salvar a los pasajeros de un avión privado caído. Dos de los rescatados, El joven Jimmy Gibson y su mono mascota, Mitch, son invitados a quedarse y vivir con la tripulación del Supercar y compartir con ellos sus aventuras.
La serie Supercar inauguró lo que se volvería una marca registrada de las producciones de Gerry Anderson, la "secuencia de despegue" que abre la presentación de sus series, así como aparece repetidas veces a lo largo de casi todos los capítulos. Todas sus series incluyen esto, hasta Space: 1999. En el caso de Supercar, la carga en la plataforma de lanzamiento, el arranque de los motores, la apertura de las puertas de hangar y finalmente el despegue vertical.